# Őrlak
Őrlak (1899-ig Sztrazsó, szlovákul: Strážov) Zsolna városrésze, egykor önálló község Szlovákiában, a Zsolnai kerületben, a Zsolnai járásban.

## Fekvése
Zsolna központjától 1 km-re északnyugatra, a Vág bal partján fekszik.

## Története
A települést 1393-ban említik először „Straso” alakban. A zsolnalitvai uradalomhoz tartozott. 1418-ban Stíbor vajda birtoka, aki ekkor Zsolna városának adta bérbe. 1784-ben 213 lakosa volt. A település északi részén halad át az 1883-ban épített vágmenti vasút.
A 18. század végén Vályi András így ír róla: „STRASO. Tót falu Trentsén Várm. a’ Lietavai Uradalomhoz tartozik, lakosai katolikusok, és másfélék, fekszik Vág vize partyán, Zolnához nem meszsze, és annak filiája; határja meglehetős.”
Fényes Elek 1851-ben kiadott geográfiai szótárában így ír a faluról: „Sztrázsov, tót falu, Trencsén vmegyében, a Vágh bal partján, Zsolnához 1/2 órányira: 252 kath., 7 zsidó lak., kicsiny de termékeny határral. F. u. többen.”
1910-ben 279, túlnyomórészt szlovák lakosa volt. A trianoni békéig Trencsén vármegye Zsolnai járásához tartozott.
1970-ben csatolták Zsolnához. 1980-ban 722 lakosa volt.

## Külső hivatkozások
- Őrlak Szlovákia térképén
- Képek a településről